# 정병걸
정병결(1959년 1월 15일 ~ 1958년 음력 12월 7일)은 대한민국의 교육인이다.

## 학력
- 광주고등학교
- 전남대학교 사범대학 독일어교육학과 학사
- 미국 위스콘신대학교 교육행정 국외석사

## 경력
- 한국검인정교과서 이사장
- 2011.02 교육과학기술부 대학선진화과 과장
- 2007.12 교육인적자원부 지방교육혁신과 과장
- 2006 교육인적자원부 사립대학지원과 과장
- 교육부 교육정책기획관
- 교육부 기획관리실
- 전남대학교
- 광주광역시 교육청
- 1991.04 교육부 기획관리실 교육정책담당관
- 1990.11 제34회 행정고시 합격